# ATP Challenger Bogotá (Copa Petrobras)
Das ATP Challenger Bogotá (offiziell: Copa Petrobras Bogotá) war ein Tennisturnier, das von 2005 bis 2010 jährlich in Bogotá, Kolumbien stattfand. Bereits 2004 fand an gleicher Stelle ein Turnier mit anderer Turniernummer statt. Das Turnier gehörte zur ATP Challenger Tour und wurde im Freien auf Sand gespielt. Der Brasilianer Marcos Daniel ist mit zwei Titeln im Einzel und einem im Doppel Rekordsieger des Turniers.

## Liste der Sieger

### Einzel
| Jahr | Sieger               | Finalgegner      | Ergebnis      |
| ---- | -------------------- | ---------------- | ------------- |
| 2010 | João Souza           | Reda El Amrani   | 6:4, 7:65     |
| 2009 | Carlos Salamanca (2) | Riccardo Ghedin  | 6:1, 7:65     |
| 2008 | Marcos Daniel (2)    | Horacio Zeballos | 6:4, 4:6, 6:4 |
| 2007 | Carlos Salamanca (1) | Thomaz Bellucci  | 4:6, 6:3, 6:2 |
| 2006 | Diego Hartfield      | Daniel Köllerer  | 6:3, 7:5      |
| 2005 | Marcos Daniel (1)    | Daniel Köllerer  | 6:2, 6:3      |
| 2004 | Ramón Delgado        | Mariano Puerta   | 6:4, 7:5      |

### Doppel
| Jahr | Sieger                                   | Finalgegner                        | Ergebnis          |
| ---- | ---------------------------------------- | ---------------------------------- | ----------------- |
| 2010 | Franco Ferreiro André Sá (2)             | Gero Kretschmer Alexander Satschko | 7:66, 6:4         |
| 2009 | Alejandro Falla (2) Alejandro González   | Sebastián Decoud Diego Álvarez     | 5:7, 6:4, [10:8]  |
| 2008 | Juan Sebastián Cabal Alejandro Falla (1) | Alejandro Fabbri Horacio Zeballos  | 3:6, 7:67, [10:8] |
| 2007 | Brian Dabul Santiago González            | Pablo González Leonardo Mayer      | 6:2, 6:2          |
| 2006 | Marcelo Melo André Sá (1)                | Eric Nunez Jean-Julien Rojer       | 6:4, 7:65         |
| 2005 | Marcos Daniel Santiago González          | Frederico Gil Marcelo Melo         | 6:2, 7:5          |
| 2004 | Sergio Roitman Santiago Ventura          | Richard Barker Frank Moser         | 7:5, 6:4          |